# Agapetus basagureni
Agapetus basagureni là một loài Trichoptera trong họ Glossosomatidae. Chúng phân bố ở miền Cổ bắc.